# Элокс
Завод «Элокс» (укр. Завод "Елокс") — промышленное предприятие в посёлке городского типа Слобожанское Чугуевского района Харьковской области Украины.

## История
Завод в посёлке Комсомольское при Змиёвской ГРЭС был построен в соответствии с двенадцатым планом развития народного хозяйства СССР в 1990 году. После провозглашения независимости Украины государственное предприятие было реорганизовано в закрытое акционерное общество и переименовано в завод «Элокс».
С 1995 года до 17 октября 2005 года завод произвёл более 2 тыс. выкатных тележек с элегазовыми и вакуумными выключателями для комплектных распределительных устройств электростанций и подстанций распределительных сетей, которые поставлялись на АЭС и ТЭС Болгарии, Литвы, России и Украины.
2002 год завод завершил с чистой прибылью в размере 5,938 млн. гривен, 2003 год — с чистой прибылью 7 млн. 190,6 тыс. гривен, 2004 год — с чистой прибылью 10 млн. 261,4 тыс. гривен.
В начале 2006 года на «Элокс» поступили две иностранные инвестиции из России (валютой и производственным оборудованием) на общую сумму 963 тыс. долларов США.
В декабре 2017 года завод получил заказ на изготовление герметичных кабельных вводов для строящихся энергоблоков № 3 и № 4 индийской АЭС «Куданкулам».

## Современное состояние
Предприятие специализируется на производстве энергетического оборудования. Заводом серийно выпускаются:
- проходки герметичные электрические для силовых (на напряжения 0,4 и 6 кВ), контрольных и измерительных цепей;
- выкатные элементы с элегазовыми, вакуумными выключателями и трансформаторами напряжения для ячеек комплектных распределительных устройств 6-10 кВ.
- системы пассивной огнезащиты кабельного хозяйства, деревянных, металлических конструкций;
- кабельные муфты для обеспечения надёжного электрического соединения и подключения к потребителям;
- блоки коммутационные оптические для защиты оборудования и персонала от дуговых коротких замыканий;
- силиконовые огнезащитные материалы и герметики

В разное время основными заказчиками предприятия являлись атомные и тепловые электростанции Украины, Словакии, России, Болгарии, Венгрии, Литвы, Армении, Индии и Китая.